# Акулинское (Ярославская область)
В большесельском районе Ярославской области есть деревня с похожим названием Акулинино.
Аку́линское — деревня в Михайловском сельском округе Волжского сельского поселения Рыбинского района Ярославской области .
Небольшая деревня расположена на левом берегу реки Черёмуха, которая имеет на этом участке обрывистые берега высотой около 3 м. Это последний населённый пункт Волжского сельского поселения вниз по правому реки. Ниже по течению, на севере стоит деревня Максимовское, относящаяся к другому Покровскому сельскому поселению. На северной окраине Акулинского находился пионерский лагерь  и напротив его с правого берега в Чёрёмуху впадает река Иода, в устье которой стоит центр сельского округа село Михайловское, южная окраина которого расположена напротив Акулинского. Также на противоположном берегу, но несколько выше по течению и южнее стоит деревня Поповское. Через Михайловское и Поповское проходит автомобильная дорога с регулярным автобусным сообщением. Акулинское - самая северная из группы близко расположенных (на расстояниях менее 1 км) по левому берегу деревень, выше по течению, к юго-западу по левому берегу Черёмухи следуют деревни Ивановское, Михалёво и Орловское. Через эти деревни по левому берегу Черёмухи проходит просёлочная дорога из Максимовского на Ивановское и далее на Сретенье. На этом участке вдоль левого берега Черёмухи расположены небольшие сельскохозяйственные угодья, далее от реки в западном направлении начинается лес шириной около 4 км, за которым начинаются поля и деревни Покровского сельского поселения .
Деревня Акулинская указана на плане Генерального межевания Рыбинского уезда 1792 года.
Самый представительный в Ярославской области разрез раннекимериджских отложений юрской системы находится в 200 м выше деревни Акулинское и на протяжении 150 м излучины реки по обоим берегам реки Черемухи. В нижнем подъярусе Киммериджского яруса, в чёрной глине находятся аммониты, гастроподы, двустворчатые, лопатоногие, фораминиферы .
На 1 января 2007 года в деревне числилось 3 постоянных жителя . Почтовое отделение Михайловское обслуживает в деревне Акулинское 3 дома .